# Katedralen i Vaduz
Katedralen i Vaduz (tyska: Kathedrale St. Florin) är en nygotisk kyrkobyggnad i Vaduz, huvudstaden i Liechtenstein. Från början var den en församlingskyrka men år 1997 inrättades Vaduz ärkestift och kyrkan fick status som katedral. Kyrkan är helgad åt Florinus av Remüs.

## Kyrkobyggnaden
Nuvarande kyrka i nygotisk stil uppfördes efter ritningar av arkitekt Friedrich von Schmidt. År 1873 invigdes kyrkan och år 1874 blev den färdigställd. Åren 1965 till 1968 renoverades kyrkorummet. Nya kyrkfönster tillkom och ett dopkapell uppfördes norr om koret.
År 1871 fick Georg Friedrich Steinmeyer i uppdrag att bygga kyrkans orgel. År 2011 genomgick orgeln en total ombyggnad och återställdes i ursprungligt skick.

## Bildgalleri

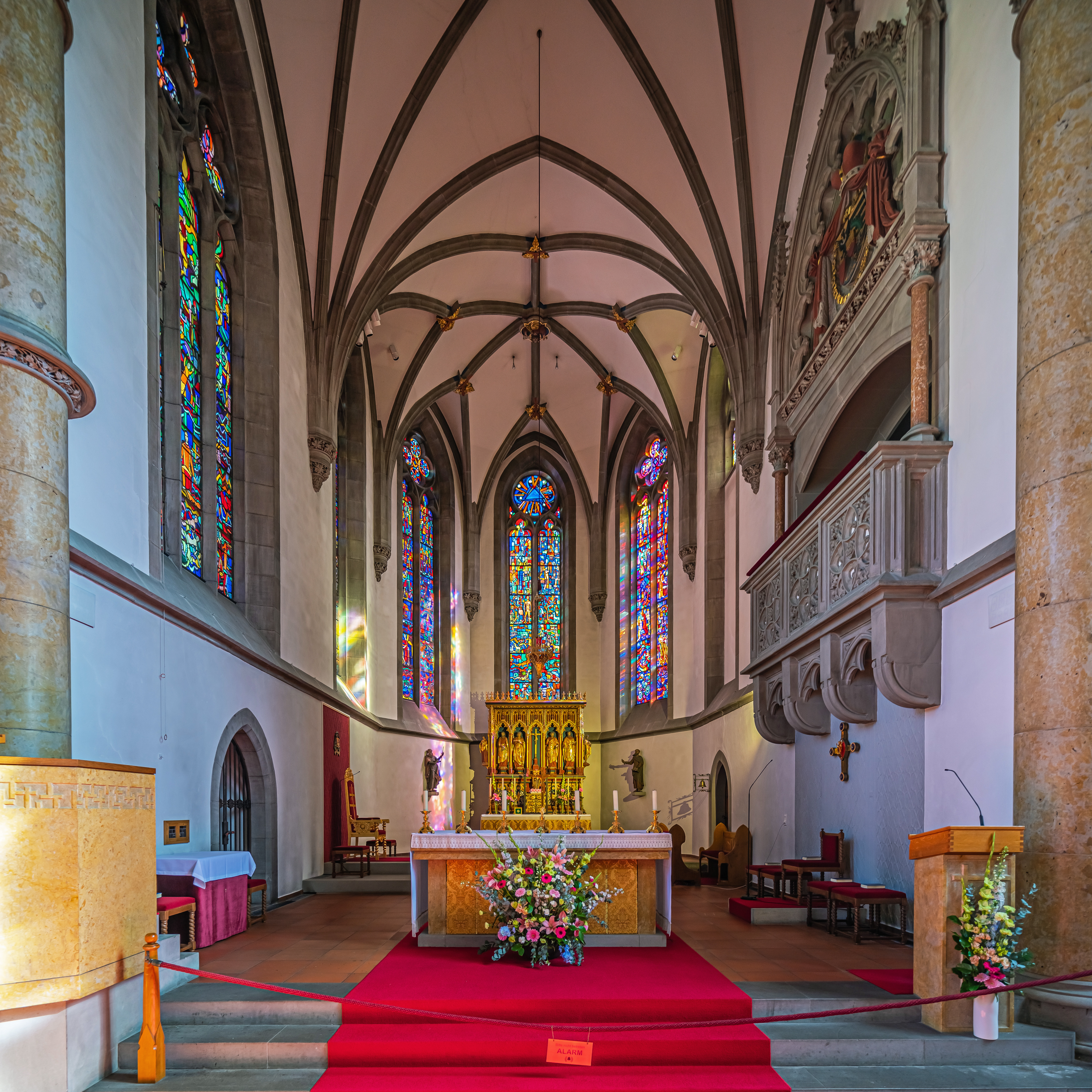
Kor med altare.
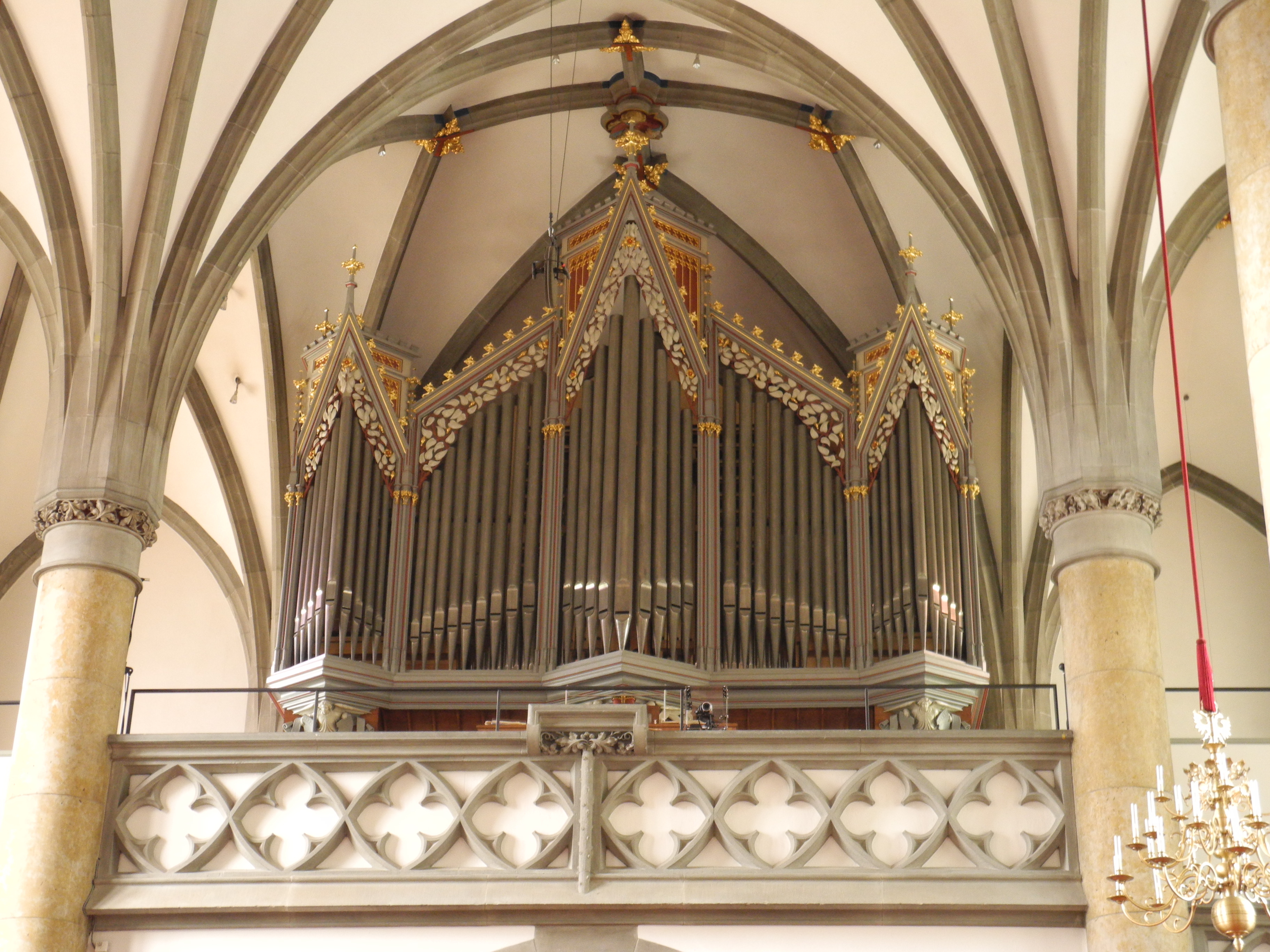
Läktarorgel.
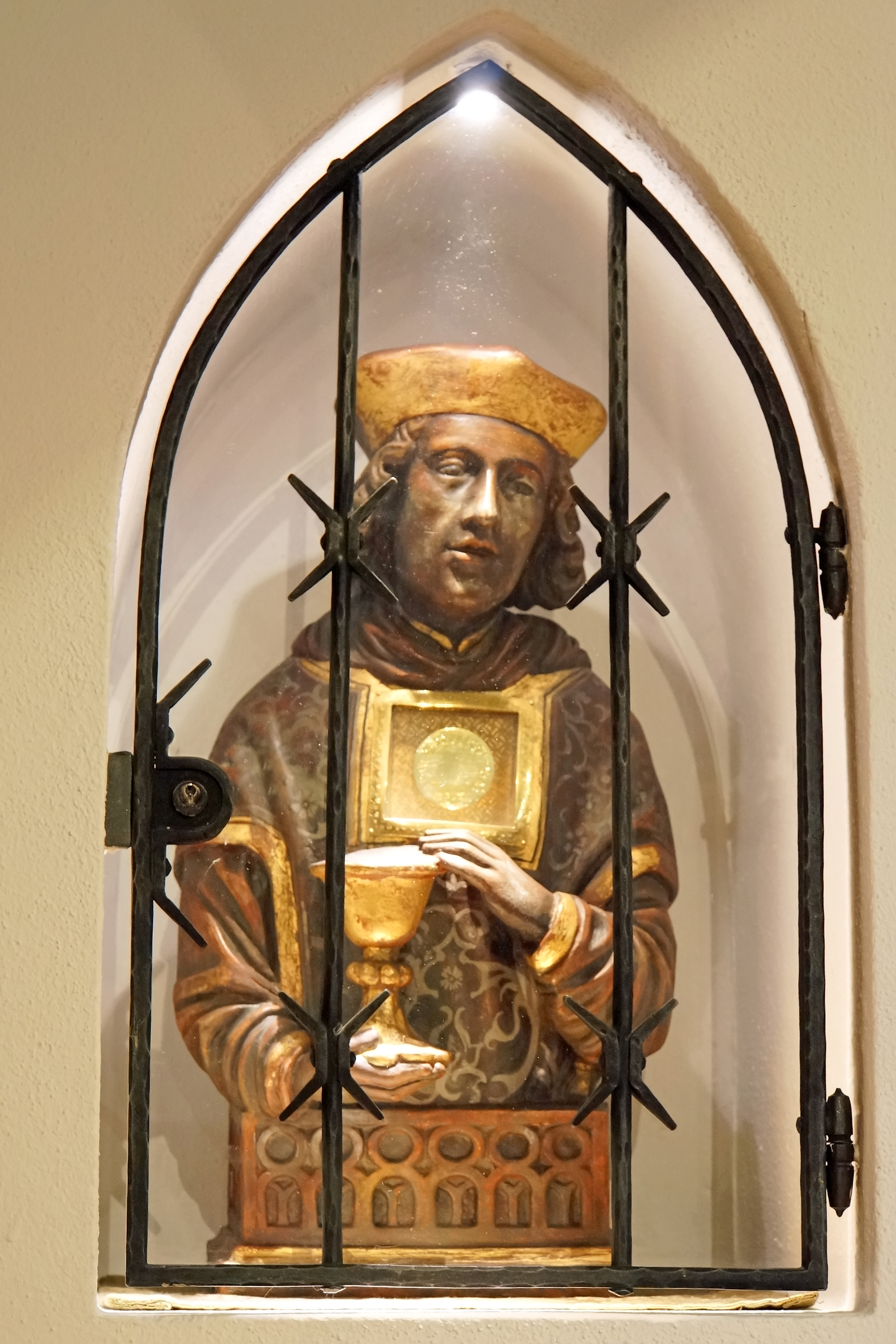
Florinus av Remüs.
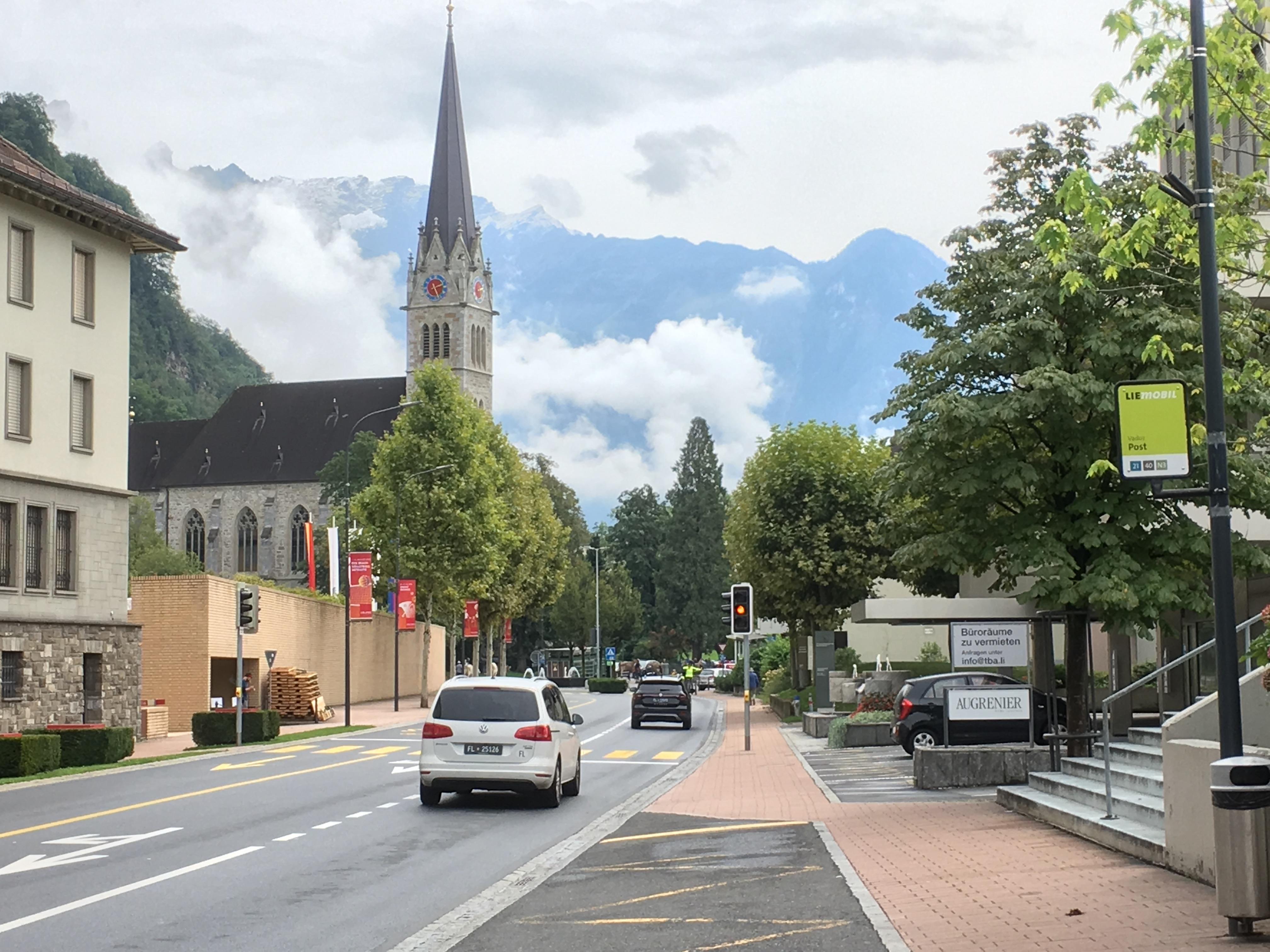
Vy från gatan.

.